# Reiss Nelson
Reiss Luke Nelson (Elephant and Castle, Inglaterra, 10 de diciembre de 1999) es un futbolista británico que juega de delantero en el Arsenal F. C. de la Premier League de Inglaterra.

## Trayectoria
Tras formarse en las filas inferiores del Arsenal, finalmente en 2017 ascendió al primer equipo, haciendo su debut el 6 de agosto en la final de la Comunnity Shield contra el Chelsea. Su debut en la Premier League se realizó el 20 de enero de 2018 en un partido contra el Crystal Palace. El 31 de agosto de 2018 el TSG Hoffenheim logró su cesión hasta final de temporada. Tres años después volvió a salir cedido, siendo el Feyenoord su destino. Tras su experiencia en los Países Bajos regresó a Londres, donde estuvo otras dos campañas antes de marcharse al Fulham F. C. en agosto de 2024 en una nueva cesión.

## Estadísticas

### Clubes
Actualizado al último partido disputado el 5 de diciembre de 2024.
| Club                           | Div.          | Temporada     | Liga  | Liga  | Copas nacionales | Copas nacionales | Copas internacionales | Copas internacionales | Total | Total |
| Club                           | Div.          | Temporada     | Part. | Goles | Part.            | Goles            | Part.                 | Goles                 | Part. | Goles |
| ------------------------------ | ------------- | ------------- | ----- | ----- | ---------------- | ---------------- | --------------------- | --------------------- | ----- | ----- |
| Arsenal F. C. Inglaterra       | 1.ª           | 2017-18       | 3     | 0     | 5                | 0                | 8                     | 0                     | 16    | 0     |
| TSG 1899 Hoffenheim · Alemania | 1.ª           | 2018-19       | 23    | 7     | 1                | 0                | 5                     | 0                     | 29    | 7     |
| TSG 1899 Hoffenheim · Alemania | Total club    | Total club    | 23    | 7     | 1                | 0                | 5                     | 0                     | 29    | 7     |
| Arsenal F. C. Inglaterra       | 1.ª           | 2019-20       | 17    | 1     | 3                | 2                | 2                     | 0                     | 22    | 3     |
| Arsenal F. C. Inglaterra       | 1.ª           | 2020-21       | 2     | 0     | 3                | 0                | 4                     | 1                     | 9     | 1     |
| Arsenal F. C. Inglaterra       | 1.ª           | 2021-22       | 1     | 0     | 0                | 0                | ―                     | ―                     | 1     | 0     |
| Feyenoord · Países Bajos       | 1.ª           | 2021-22       | 21    | 2     | 1                | 0                | 10                    | 2                     | 32    | 4     |
| Feyenoord · Países Bajos       | Total club    | Total club    | 21    | 2     | 1                | 0                | 10                    | 2                     | 32    | 4     |
| Arsenal F. C. Inglaterra       | 1.ª           | 2022-23       | 11    | 3     | 1                | 0                | 6                     | 0                     | 18    | 3     |
| Arsenal F. C. Inglaterra       | 1.ª           | 2023-24       | 15    | 0     | 3                | 1                | 5                     | 0                     | 23    | 1     |
| Arsenal F. C. Inglaterra       | 1.ª           | 2024-25       | 1     | 0     | —                | —                | —                     | —                     | 1     | 0     |
| Arsenal F. C. Inglaterra       | Total club    | Total club    | 50    | 4     | 15               | 3                | 25                    | 1                     | 90    | 8     |
| Fulham F. C. Inglaterra        | 1.ª           | 2024-25       | 11    | 1     | 1                | 1                | —                     | —                     | 12    | 2     |
| Fulham F. C. Inglaterra        | Total club    | Total club    | 11    | 1     | 1                | 1                | 0                     | 0                     | 12    | 2     |
| Total carrera                  | Total carrera | Total carrera | 105   | 14    | 18               | 4                | 40                    | 3                     | 163   | 21    |

## Palmarés

### Títulos nacionales
| Título           | Club          | País       | Año  |
| ---------------- | ------------- | ---------- | ---- |
| Community Shield | Arsenal F. C. | Inglaterra | 2017 |
| FA Cup           | Arsenal F. C. | Inglaterra | 2020 |
| Community Shield | Arsenal F. C. | Inglaterra | 2020 |